# Angela Cullen
Angela Cullen (Devonport, 5 de agosto de 1974) es una fisioterapeuta y exjugadora de hockey sobre césped neozelandesa. Desde 2015 trabaja para Hintsa Performance y formó parte del equipo Mercedes-AMG Petronas F1 Team. Es más conocida por haber sido la fisioterapeuta y confidente del piloto de Fórmula 1, Lewis Hamilton. Desde el inicio de 2024 trabaja con Marcus Armstrong en la Indycar.

## Biografía
Nacida en Devonport, Nueva Zelanda, en 1974, Cullen jugó hockey a nivel internacional para Nueva Zelanda entre los 15 y los 21 años. Es licenciada en ciencias de la salud y fisioterapia.
Cullen trabajó en el Instituto Inglés del Deporte en Londres como fisioterapeuta sénior, apoyando al equipo olímpico británico, el de atletismo británico, el equipo británico de triatlón y otros clientes corporativos. En el equipo olímpico británico, trabajó con velocistas de 100 metros y 200 metros y con el equipo de relevo 4 x 100 metros, este último ganó una medalla de oro en los Juegos Olímpicos de Atenas 2004.
Cullen realizó un recorrido en bicicleta en 2006 desde Tierra del Fuego hasta Colombia, recorriendo en bicicleta hasta 155 millas por día. Más tarde fue asesora principal de SPARC High Performance en Nueva Zelanda. Cullen también trabajó con la Academia de Deportes de Nueva Zelanda y Sport New Zealand.
En 2015, Cullen se unió a la empresa Hintsa Performance. Tras la marcha del mánager de Lewis Hamilton, Marc Hynes, y la muerte del médico de Mercedes, Aki Hintsa, un colega planteó la oportunidad de convertirse en fisioterapeuta y asistente de Hamilton. Cullen asumió el cargo en 2016 y también se lo describió como chofer y confidente.
Al final del 2023 decidió abandonar Mercedes para buscar nuevos horizontes, y se mudó a los Estados Unidos para unirse a la Indycar. Desde entonces trabaja con Marcus Armstrong en Chip Ganassi Racing.

## Vida personal
Cullen está casada y tiene dos hijos, un hijo y una hija, y vive en la región de los Alpes de Francia.